# Kwintsheul
Kwintsheul – wieś w Holandii, prowincja Holandii Południowej. Jest częścią gminy Westland i leży około 2 km na południowy zachód od granicy miasta Haga.
Obszar statystyczny Kwintsheul, który może również obejmować okoliczne tereny wiejskie liczy około 3160 mieszkańców.
Wioska (nazywana przez mieszkańców De Heul) znajduje się przy głównej drodze (N466) między Naaldwijk i Wateringen oraz na Lange Watering, która biegnie od południowo-zachodniej Hagi do 't Woudt. Najstarsza pozostała część Kwintsheul znajduje się wzdłuż Lange Watering. Z biegiem czasu wieś została rozbudowana o szereg nowych osiedli. 

## Zabytki
W Kwintsheul znajduje się katolicki Kościół Świętego Andrzeja z 1893. W Heulweg i Hollewatering znajduje się parę interesujących gospodarstw z XVIII i XVI wieku.
Narodowy pomnik Holle Watering 26 jest jedną z pierwszych firm ogrodniczych w Westland. Na terenie znajduje się również wieża ciśnień, która była używana do nawadniania.

## Historia

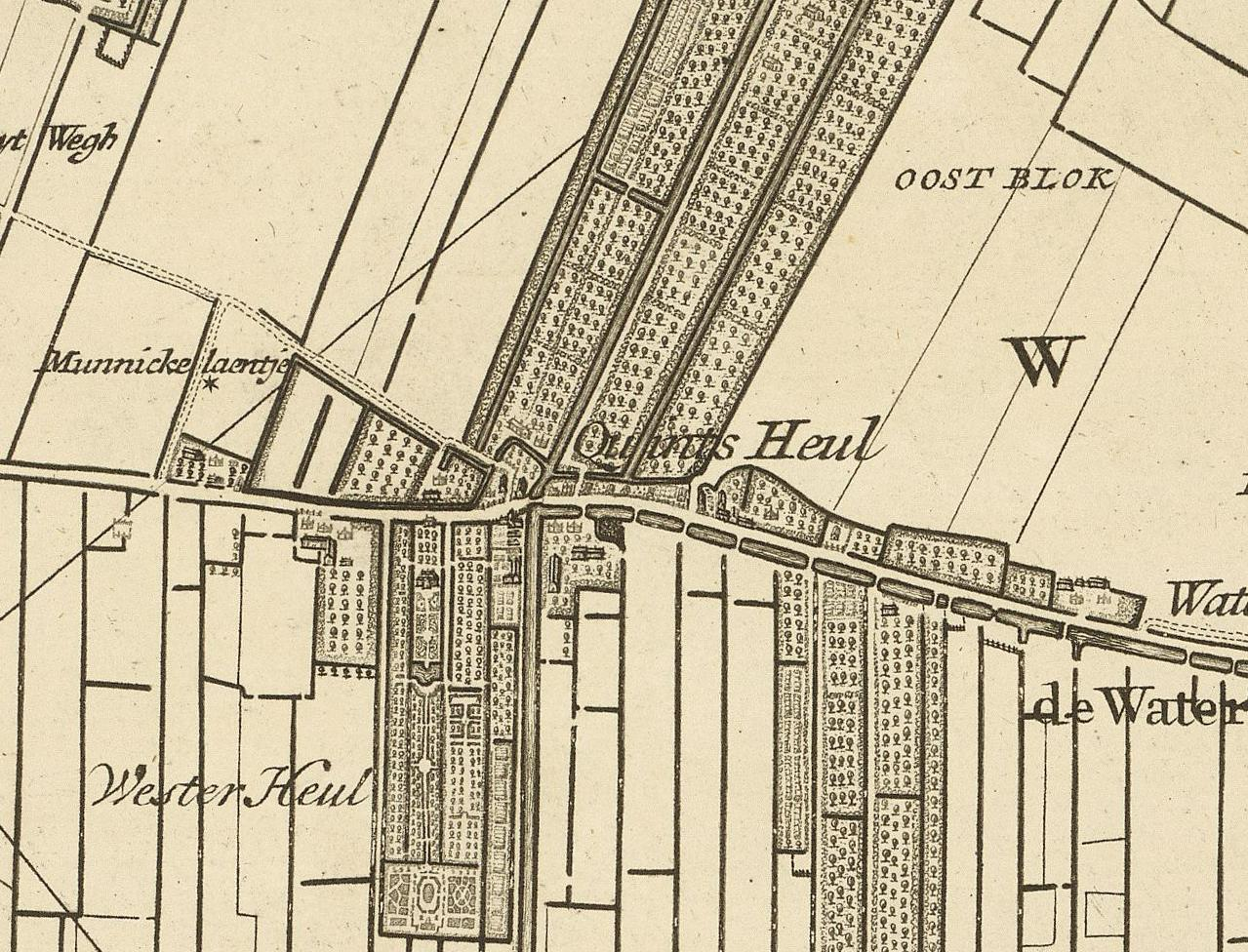
Kwintsheul, czyli Quints Heul na karcie z 1712

W XIII wieku wieś została wymieniona po raz pierwszy z darowizną towarów przez cesarza Arnulfa do pewnego hrabiego Geralda. Posiadłość w Huulu również należała do tych dóbr. Zakłada się, że Huul miał oznaczać wieś Kwintsheul.
Słowo Heul wskazywałoby otwór w grobli, który tworzyłby połączenie między wodami, płynącymi po obu stronach grobli. Quints odnosi się do wody w Kwintsheul, która jest wymieniona około 1280-1287 jako kwintesencja wody.
Charakterystyczne dla wsi były okrągłe mosty, które łączyły domy po drugiej stronie wody z drogą do Wateringen.
Pod koniec XIX wieku Kwintsheul stał się samodzielną parafią i wybudowano w nim drewniany kościół pomocniczy. Ten kościół został zastąpiony kilka lat później, w 1893, przez kamienną budowlę ze smukłą wieżą, Kościół Świętego Andrzeja. Obok kościoła wybudowano szkołę i dom nauczyciela, a po drugiej stronie Kerkstraat zbudowano dom spokojnej starości, Huize Maria. W tym miejscu w 2012 powstał oddział Rabobanku.

## Sport
Kwintsheul ma duże stowarzyszenie sportowe: Sport Federation Quintus z różnymi sub-stowarzyszeniami (piłka ręczna, gimnastyka, piłka nożna, siatkówka, badminton itp.). Najstarszym oddziałem jest klub piłkarski Quintus, założony w 1950. Od 1986 w Kwintsheul odbywa się również cykl kolarski.